# Алтеја
Алтеја (грч. Ἀλθαία) је у грчкој митологији била кћерка Тестија и Еуритемиде.

## Митологија
Била је супруга калидонског краља Енеја, мајка Токсеја, Тиреја, Климена, Горге, Дејанире и Мелеагра. Причало се да је Дејанирин отац заправо Дионис, а Мелеагров — Ареј. Такође, Посејдону је родила сина Анкаја. Мојре су јој прорекле да ће њен најмлађи син, Мелеагар, умрети када изгори цепаница која је пламтела у огњишту. Алтеја је одмах узела ту цепаницу и склонила је у један ковчег. Међутим, када је одрастао, Мелеагар је убио своје ујаке приликом лова на Калидонског вепра, те је гневна Алтеја ипак бацила цепаницу у ватру. Пророчанство се испунило и он је умро, а Алтеја се у очајању убила.

## Друге личности
Хигин је наводи као једну од хијада.